# Demografía de Bulgaria
Este artículo describe las características de la demografía de Bulgaria

## Población
Históricamente varios estudios describen una población de aproximadamente 1.1 millones en los años 700 después de cristo y 2.6 millones para 1365. Para el censo del 2011, la población que habita Bulgaria era aproximadamente 7.364570, pero estimaciones más recientes han mostrado una disminución progresiva hasta aproximadamente 6.900.000 El máximo número de habitantes se registró en 1989, el año que las fronteras se abrieron tras el fin del régimen comunista, con un total de 9,009,018 habitantes.

### Políticas demográficas
La disminución progresiva de la población búlgara está obstaculizando el crecimiento económico y la mejora del bienestar, y las medidas de gestión adoptadas para mitigar las consecuencias negativas no abordan la esencia del problema. El Programa de Gobierno para el período 2017 - 2021 es el primero que tiene como objetivo revertir la tendencia. El programa también identifica los medios prioritarios para lograr este objetivo: medidas para aumentar la tasa de natalidad, reducir la emigración de jóvenes y desarrollar la capacidad reguladora e institucional para implementar una política de inmigración moderna adaptada a las necesidades del negocio búlgaro.

## Estadísticas vitales
| Years                            | 1875 | 1876 | 1877 | 1878 | 1879 | 1880 |
| -------------------------------- | ---- | ---- | ---- | ---- | ---- | ---- |
| Total Fertility Rate in Bulgaria | 5.16 | 5.05 | 4.95 | 4.84 | 4.73 | 4.62 |

| Years                            | 1881 | 1882 | 1883 | 1884 | 1885 | 1886 | 1887 | 1888 | 1889 | 1890 |
| -------------------------------- | ---- | ---- | ---- | ---- | ---- | ---- | ---- | ---- | ---- | ---- |
| Total Fertility Rate in Bulgaria | 4.52 | 4.92 | 5.16 | 5.16 | 5.04 | 4.37 | 5.15 | 5.05 | 4.92 | 4.7  |

| Years                            | 1891 | 1892 | 1893 | 1894 | 1895 | 1896 | 1897 | 1898 | 1899 | 1900 |
| -------------------------------- | ---- | ---- | ---- | ---- | ---- | ---- | ---- | ---- | ---- | ---- |
| Total Fertility Rate in Bulgaria | 5.24 | 4.82 | 4.69 | 5.09 | 5.45 | 5.55 | 5.7  | 5.28 | 5.45 | 5.67 |

| Years                            | 1901 | 1902 | 1903 | 1904 | 1905 | 1906 | 1907 | 1908 | 1909 | 1910 |
| -------------------------------- | ---- | ---- | ---- | ---- | ---- | ---- | ---- | ---- | ---- | ---- |
| Total Fertility Rate in Bulgaria | 5.7  | 5.73 | 5.76 | 5.8  | 5.83 | 5.77 | 5.72 | 5.66 | 5.6  | 5.55 |

| Years                            | 1911 | 1912 | 1913 | 1914 | 1915 |
| -------------------------------- | ---- | ---- | ---- | ---- | ---- |
| Total Fertility Rate in Bulgaria | 5.52 | 5.48 | 5.45 | 5.42 | 5.39 |

### Estadísticas vitales 1900–1915
|      | Average population | Live births | Deaths  | Natural change | Crude birth rate (per 1000) | Crude death rate (per 1000) | Natural change (per 1000) |
| ---- | ------------------ | ----------- | ------- | -------------- | --------------------------- | --------------------------- | ------------------------- |
| 1900 | 3,710,000          | 157,000     | 84,000  | 73,000         | 42.3                        | 22.6                        | 19.7                      |
| 1901 | 3,740,000          | 141,000     | 87,000  | 54,000         | 37.7                        | 23.3                        | 14.4                      |
| 1902 | 3,800,000          | 149,000     | 91,000  | 58,000         | 39.2                        | 23.9                        | 15.3                      |
| 1903 | 3,850,000          | 159,000     | 88,000  | 71,000         | 41.3                        | 22.9                        | 18.4                      |
| 1904 | 3,910,000          | 167,000     | 84,000  | 83,000         | 42.7                        | 21.5                        | 21.2                      |
| 1905 | 4,000,000          | 174,000     | 87,000  | 87,000         | 43.5                        | 21.8                        | 21.8                      |
| 1906 | 4,100,000          | 179,000     | 91,000  | 88,000         | 43.7                        | 22.2                        | 21.5                      |
| 1907 | 4,150,000          | 180,000     | 92,000  | 88,000         | 43.4                        | 22.2                        | 21.2                      |
| 1908 | 4,200,000          | 169,000     | 102,000 | 67,000         | 40.2                        | 24.3                        | 16.0                      |
| 1909 | 4,280,000          | 173,000     | 113,000 | 60,000         | 40.4                        | 26.4                        | 14.0                      |
| 1910 | 4,350,000          | 180,000     | 100,000 | 80,000         | 41.4                        | 23.0                        | 18.4                      |
| 1911 | 4,400,000          | 176,000     | 94,000  | 82,000         | 40.0                        | 21.4                        | 18.6                      |
| 1912 | 4,430,000          | 185,000     | 91,000  | 94,000         | 41.8                        | 20.5                        | 21.2                      |
| 1913 | 4,200,000          | 108,000     | 122,000 | -14,000        | 25.7                        | 29.0                        | -3.3                      |
| 1914 | 4,240,000          | 191,000     | 88,000  | 103,000        | 45.0                        | 20.8                        | 24.3                      |
| 1915 | 4,280,000          | 172,000     | 85,000  | 87,000         | 40.2                        | 19.9                        | 20.3                      |

### Estadística vital 1916–1940
|      | Población | Nacidos | Muertes | Cambio natural | Crude birth rate (per 1000) | Crude death rate (per 1000) | Natural change (per 1000) | Total fertility rates |
| ---- | --------- | ------- | ------- | -------------- | --------------------------- | --------------------------- | ------------------------- | --------------------- |
| 1916 | 4,660,000 | 99,000  | 97,000  | 2,000          | 21.2                        | 20.8                        | 0.4                       | 5.38                  |
| 1917 | 4,690,000 | 81,000  | 99,000  | -18,000        | 17.3                        | 21.1                        | -3.8                      | 5.37                  |
| 1918 | 4,740,000 | 100,000 | 152,000 | -52,000        | 21.1                        | 32.1                        | -11.0                     | 5.36                  |
| 1919 | 4,790,000 | 157,000 | 97,000  | 60,000         | 32.8                        | 20.3                        | 12.5                      | 5.35                  |
| 1920 | 4,850,000 | 193,000 | 104,000 | 89,000         | 39.8                        | 21.4                        | 18.4                      | 5.35                  |
| 1921 | 4,890,000 | 197,000 | 106,000 | 91,000         | 40.3                        | 21.7                        | 18.6                      | 5.27                  |
| 1922 | 5,010,000 | 203,000 | 106,000 | 97,000         | 40.5                        | 21.2                        | 19.4                      | 5.19                  |
| 1923 | 5,090,000 | 192,000 | 108,000 | 84,000         | 37.7                        | 21.2                        | 16.5                      | 5.11                  |
| 1924 | 5,210,000 | 207,000 | 108,000 | 99,000         | 39.7                        | 20.7                        | 19.0                      | 5.03                  |
| 1925 | 5,310,000 | 196,000 | 102,000 | 94,000         | 36.9                        | 19.2                        | 17.7                      | 4.94                  |
| 1926 | 5,420,000 | 203,000 | 93,000  | 110,000        | 37.5                        | 17.2                        | 20.3                      | 4.80                  |
| 1927 | 5,510,000 | 183,000 | 112,000 | 71,000         | 33.2                        | 20.3                        | 12.9                      | 4.65                  |
| 1928 | 5,590,000 | 185,000 | 99,000  | 86,000         | 33.1                        | 17.7                        | 15.4                      | 4.50                  |
| 1929 | 5,670,000 | 173,000 | 103,000 | 70,000         | 30.5                        | 18.2                        | 12.3                      | 4.36                  |
| 1930 | 5,740,000 | 180,000 | 93,000  | 87,000         | 31.4                        | 16.2                        | 15.2                      | 4.05                  |
| 1931 | 5,800,000 | 171,000 | 98,000  | 73,000         | 29.5                        | 16.9                        | 12.6                      | 3.80                  |
| 1932 | 5,884,000 | 186,000 | 96,000  | 90,000         | 31.6                        | 16.3                        | 15.3                      | 4.07                  |
| 1933 | 5,961,000 | 174,000 | 93,000  | 81,000         | 29.2                        | 15.6                        | 13.6                      | 3.76                  |
| 1934 | 6,039,000 | 181,795 | 85,046  | 96,749         | 30.1                        | 14.1                        | 16.0                      | 3.88                  |
| 1935 | 6,102,000 | 160,951 | 89,086  | 71,865         | 26.4                        | 14.6                        | 11.8                      | 3.39                  |
| 1936 | 6,154,000 | 159,146 | 87,723  | 71,423         | 25.9                        | 14.3                        | 11.6                      | 3.33                  |
| 1937 | 6,196,000 | 150,771 | 84,674  | 66,097         | 24.3                        | 13.7                        | 10.7                      | 3.12                  |
| 1938 | 6,244,000 | 142,415 | 85,373  | 57,042         | 22.8                        | 13.7                        | 9.1                       | 2.92                  |
| 1939 | 6,292,000 | 138,883 | 84,150  | 54,733         | 22.1                        | 13.4                        | 8.7                       | 2.81                  |
| 1940 | 6,341,000 | 140,564 | 85,046  | 55,518         | 22.2                        | 13.4                        | 8.8                       | 2.84                  |

### Estadísticas vitales desde 1941 hasta la actualidad
Fuente: National Statistical Institute
|      | Población media | Nacidos vivos | Muertes | Cambio natural | Tasa bruta de natalidad (por 1000) | Tasa bruta de mortalidad (por 1000) | Cambio natural (por 1000) | Tasas de fecundidad total |
| ---- | --------------- | ------------- | ------- | -------------- | ---------------------------------- | ----------------------------------- | ------------------------- | ------------------------- |
| 1941 | 6,711,000       | 147,293       | 85,011  | 62,282         | 21.9                               | 12.7                                | 9.3                       | 2.80                      |
| 1942 | 6,767,000       | 153,272       | 88,082  | 65,190         | 22.6                               | 13.0                                | 9.6                       | 2.91                      |
| 1943 | 6,823,000       | 148,840       | 88,386  | 60,454         | 21.8                               | 13.0                                | 8.9                       | 2.79                      |
| 1944 | 6,879,000       | 151,013       | 94,082  | 56,931         | 22.0                               | 13.7                                | 8.3                       | 2.83                      |
| 1945 | 6,936,000       | 166,960       | 103,591 | 63,369         | 24.1                               | 14.9                                | 9.1                       | 3.09                      |
| 1946 | 6,993,000       | 179,226       | 95,799  | 83,427         | 25.6                               | 13.7                                | 11.9                      | 3.29                      |
| 1947 | 7,048,000       | 169,501       | 94,395  | 75,106         | 24.0                               | 13.4                                | 10.7                      | 3.06                      |
| 1948 | 7,130,000       | 175,771       | 89,927  | 85,844         | 24.7                               | 12.6                                | 12.0                      | 3.16                      |
| 1949 | 7,195,000       | 177,734       | 84,675  | 93,059         | 24.7                               | 11.8                                | 12.9                      | 3.17                      |
| 1950 | 7,251,000       | 182,571       | 74,134  | 108,437        | 25.2                               | 10.2                                | 15.0                      | 2.94                      |
| 1951 | 7,258,000       | 152,803       | 77,364  | 75,439         | 21.1                               | 10.7                                | 10.4                      | 2.45                      |
| 1952 | 7,275,000       | 154,014       | 84,254  | 69,760         | 21.2                               | 11.6                                | 9.6                       | 2.44                      |
| 1953 | 7,346,000       | 153,220       | 68,055  | 85,165         | 20.9                               | 9.3                                 | 11.6                      | 2.41                      |
| 1954 | 7,423,000       | 149,902       | 68,384  | 81,518         | 20.2                               | 9.2                                 | 11.0                      | 2.36                      |
| 1955 | 7,499,000       | 150,978       | 67,960  | 83,018         | 20.1                               | 9.1                                 | 11.1                      | 2.41                      |
| 1956 | 7,576,000       | 147,910       | 71,153  | 76,757         | 19.5                               | 9.4                                 | 10.1                      | 2.36                      |
| 1957 | 7,651,000       | 141,035       | 65,807  | 75,228         | 18.4                               | 8.6                                 | 9.8                       | 2.26                      |
| 1958 | 7,728,000       | 138,294       | 60,734  | 77,560         | 17.9                               | 7.9                                 | 10.0                      | 2.23                      |
| 1959 | 7,829,246       | 136,892       | 73,850  | 63,042         | 17.5                               | 9.4                                 | 8.1                       | 2.23                      |
| 1960 | 7,867,374       | 140,082       | 63,665  | 76,417         | 17.7                               | 8.1                                 | 9.7                       | 2.31                      |
| 1961 | 7,943,118       | 137,861       | 62,562  | 75,299         | 17.3                               | 7.8                                 | 9.4                       | 2.29                      |
| 1962 | 8,012,946       | 134,148       | 69,640  | 64,508         | 16.7                               | 8.7                                 | 8.0                       | 2.24                      |
| 1963 | 8,078,145       | 132,143       | 66,057  | 66,086         | 16.3                               | 8.1                                 | 8.1                       | 2.21                      |
| 1964 | 8,144,340       | 130,958       | 64,479  | 66,479         | 16.0                               | 7.9                                 | 8.1                       | 2.19                      |
| 1965 | 8,204,168       | 125,791       | 66,970  | 58,821         | 15.3                               | 8.1                                 | 7.1                       | 2.09                      |
| 1966 | 8,258,057       | 123,039       | 68,366  | 54,673         | 14.9                               | 8.3                                 | 6.6                       | 2.03                      |
| 1967 | 8,310,226       | 124,582       | 74,696  | 49,886         | 14.9                               | 9.0                                 | 6.0                       | 2.02                      |
| 1968 | 8,369,603       | 141,460       | 72,176  | 69,284         | 16.8                               | 8.6                                 | 8.2                       | 2.27                      |
| 1969 | 8,434,172       | 143,060       | 80,183  | 62,877         | 16.9                               | 9.5                                 | 7.4                       | 2.27                      |
| 1970 | 8,489,574       | 138,745       | 77,095  | 61,650         | 16.3                               | 9.1                                 | 7.2                       | 2.17                      |
| 1971 | 8,536,395       | 135,422       | 82,805  | 52,617         | 15.8                               | 9.7                                 | 6.1                       | 2.10                      |
| 1972 | 8,576,200       | 131,316       | 84,174  | 47,142         | 15.3                               | 9.8                                 | 5.5                       | 2.03                      |
| 1973 | 8,620,967       | 139,713       | 81,470  | 58,243         | 16.2                               | 9.4                                 | 6.7                       | 2.15                      |
| 1974 | 8,678,745       | 149,196       | 85,239  | 63,957         | 17.1                               | 9.8                                 | 7.3                       | 2.29                      |
| 1975 | 8,720,742       | 144,668       | 89,974  | 54,694         | 16.6                               | 10.3                                | 6.3                       | 2.23                      |
| 1976 | 8,758,599       | 144,929       | 88,348  | 56,581         | 16.5                               | 10.1                                | 6.4                       | 2.24                      |
| 1977 | 8,804,183       | 141,702       | 94,362  | 47,340         | 16.1                               | 10.7                                | 5.4                       | 2.21                      |
| 1978 | 8,814,032       | 136,442       | 92,445  | 43,997         | 15.5                               | 10.5                                | 5.0                       | 2.15                      |
| 1979 | 8,825,940       | 135,358       | 94,403  | 40,955         | 15.3                               | 10.7                                | 4.6                       | 2.16                      |
| 1980 | 8,861,535       | 128,190       | 97,950  | 30,240         | 14.4                               | 11.0                                | 3.4                       | 2.05                      |
| 1981 | 8,891,117       | 124,372       | 95,441  | 28,931         | 14.0                               | 10.7                                | 3.2                       | 2.00                      |
| 1982 | 8,917,457       | 124,166       | 100,293 | 23,873         | 13.9                               | 11.2                                | 2.7                       | 2.01                      |
| 1983 | 8,939,738       | 122,993       | 102,182 | 20,811         | 13.7                               | 11.4                                | 2.3                       | 2.01                      |
| 1984 | 8,960,679       | 122,303       | 101,419 | 20,884         | 13.6                               | 11.3                                | 2.3                       | 2.01                      |
| 1985 | 8,960,547       | 118,955       | 107,485 | 11,470         | 13.3                               | 12.0                                | 1.3                       | 1.97                      |
| 1986 | 8,958,171       | 120,078       | 104,039 | 16,039         | 13.4                               | 11.6                                | 1.8                       | 2.02                      |
| 1987 | 8,971,359       | 116,672       | 107,213 | 9,459          | 13.0                               | 11.9                                | 1.1                       | 1.96                      |
| 1988 | 8,981,446       | 117,440       | 107,385 | 10,055         | 13.1                               | 11.9                                | 1.1                       | 1.97                      |
| 1989 | 8,876,972       | 112,289       | 106,902 | 5,387          | 12.8                               | 12.2                                | 0.6                       | 1.90                      |
| 1990 | 8,718,289       | 105,180       | 108,608 | -3,428         | 12.1                               | 12.5                                | -0.4                      | 1.82                      |
| 1991 | 8,632,367       | 95,910        | 110,423 | -14,513        | 11.2                               | 12.8                                | -1.7                      | 1.66                      |
| 1992 | 8,540,164       | 89,134        | 107,998 | -18,864        | 10.5                               | 12.7                                | -2.2                      | 1.55                      |
| 1993 | 8,472,313       | 84,400        | 109,540 | -25,140        | 10.0                               | 12.9                                | -3.0                      | 1.46                      |
| 1994 | 8,443,591       | 79,442        | 111,827 | -32,385        | 9.4                                | 13.3                                | -3.8                      | 1.37                      |
| 1995 | 8,406,067       | 71,967        | 114,670 | -42,703        | 8.6                                | 13.7                                | -5.1                      | 1.23                      |
| 1996 | 8,362,826       | 72,188        | 117,056 | -44,868        | 8.7                                | 14.0                                | -5.4                      | 1.23                      |
| 1997 | 8,312,068       | 64,125        | 121,861 | -57,736        | 7.7                                | 14.7                                | -7.0                      | 1.09                      |
| 1998 | 8,256,786       | 65,361        | 118,190 | -52,829        | 7.9                                | 14.4                                | -6.4                      | 1.11                      |
| 1999 | 8,210,624       | 72,290        | 111,786 | -39,496        | 8.8                                | 13.6                                | -4.8                      | 1.23                      |
| 2000 | 8,170,172       | 73,679        | 115,087 | -41,408        | 9.0                                | 14.1                                | -5.1                      | 1.27                      |
| 2001 | 8,009,142       | 68,180        | 112,368 | -44,188        | 8.5                                | 14.0                                | -5.5                      | 1.24                      |
| 2002 | 7,837,161       | 66,499        | 112,617 | -46,118        | 8.5                                | 14.4                                | -5.9                      | 1.21                      |
| 2003 | 7,775,327       | 67,359        | 111,927 | -44,568        | 8.7                                | 14.4                                | -5.7                      | 1.23                      |
| 2004 | 7,716,860       | 69,886        | 110,110 | -40,224        | 9.1                                | 14.3                                | -5.2                      | 1.29                      |
| 2005 | 7,658,972       | 71,075        | 113,374 | -42,299        | 9.3                                | 14.8                                | -5.5                      | 1.31                      |
| 2006 | 7,601,022       | 73,978        | 113,438 | -39,460        | 9.7                                | 14.9                                | -5.2                      | 1.38                      |
| 2007 | 7,545,338       | 75,349        | 113,004 | -37,655        | 10.0                               | 15.0                                | -5.0                      | 1.42                      |
| 2008 | 7,492,561       | 77,712        | 110,523 | -32,811        | 10.4                               | 14.8                                | -4.4                      | 1.48                      |
| 2009 | 7,444,443       | 80,956        | 108,068 | -27,112        | 10.9                               | 14.5                                | -3.6                      | 1.57                      |
| 2010 | 7,395,599       | 75,513        | 110,165 | -34,652        | 10.2                               | 14.9                                | -4.7                      | 1.49                      |
| 2011 | 7,348,328       | 70,846        | 108,258 | -37,412        | 9.6                                | 14.7                                | -5.1                      | 1.51                      |
| 2012 | 7,305,888       | 69,121        | 109,281 | -40,160        | 9.5                                | 15.0                                | -5.5                      | 1.50                      |
| 2013 | 7,265,115       | 66,578        | 104,345 | -37,767        | 9.2                                | 14.4                                | -5.2                      | 1.48                      |
| 2014 | 7,223,937       | 67,585        | 108,952 | -41,367        | 9.4                                | 15.1                                | -5.7                      | 1.52                      |
| 2015 | 7,177,991       | 65,950        | 110,117 | -44,167        | 9.2                                | 15.3                                | -6.2                      | 1.53                      |
| 2016 | 7,127,822       | 64,984        | 107,580 | -42,596        | 9.1                                | 15.1                                | -6.0                      | 1.54                      |
| 2017 | 7,075,947       | 63,955        | 109,791 | -45,836        | 9.0                                | 15.5                                | -6.5                      | 1.56                      |
| 2018 | 7,025,037       | 62,197        | 108,526 | -46,329        | 8.9                                | 15.4                                | -6.6                      | 1.56                      |
| 2019 | 6,975,761       | 61,538        | 108,083 | -46,545        | 8.8                                | 15.5                                | -6.7                      | 1.58                      |
| 2020 | 6,934,015       | 59,086        | 124,735 | -65,649        | 8.5                                | 18.0                                | -9.5                      | 1.56                      |

## Etnias

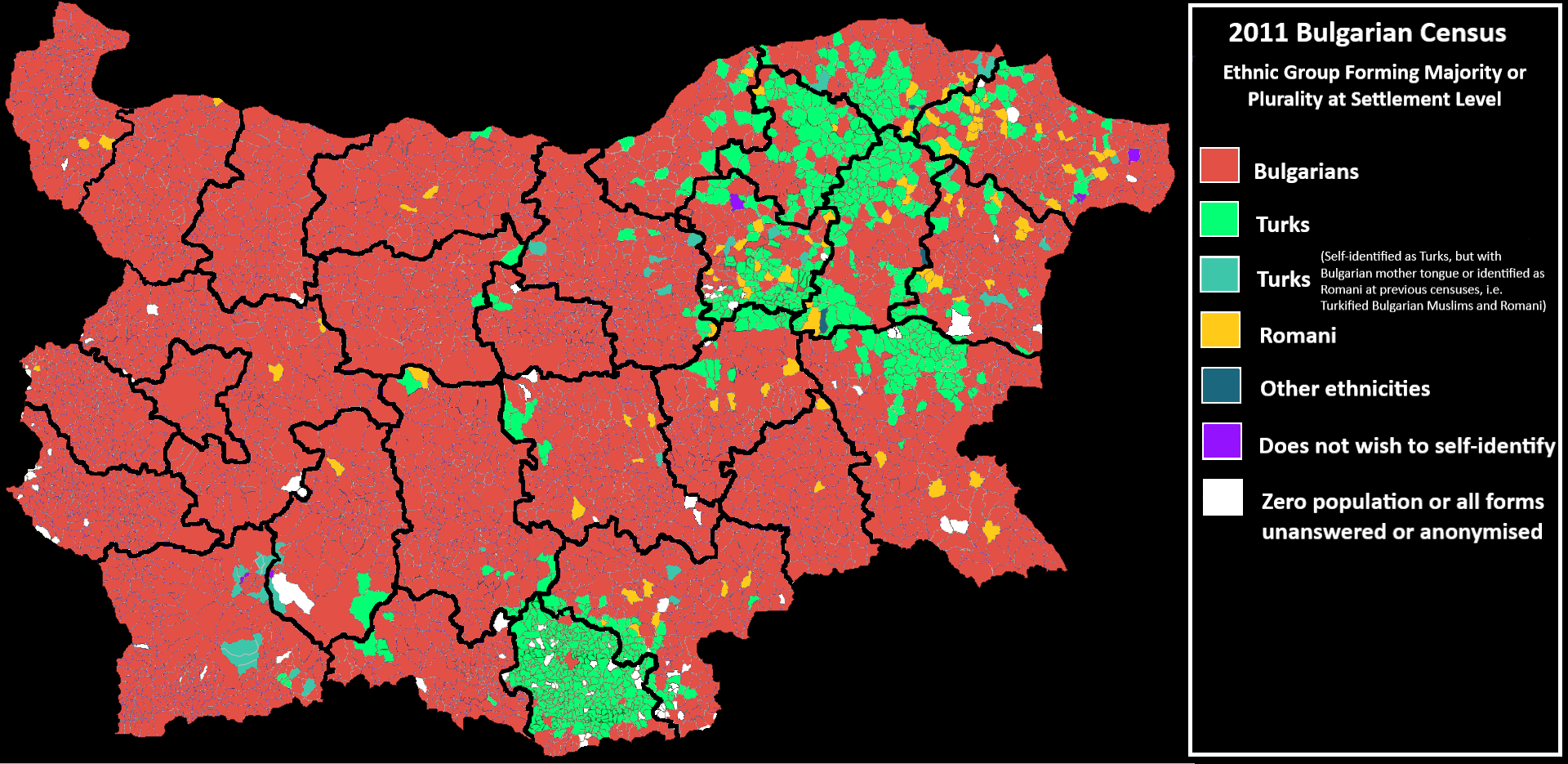
Grupos étnicos en Bulgaria en 2011

Principales grupos étnicos
Búlgaros 86.9%, Turcos 9.4%, Gitanos 1.7%, Rusos 0.2%, Armenios 0.1%, Rumanos 0.1%, Serbios, Ucranianos, otros (incl. Karakachanes, Judíos, Tataros) 0.4%, No declarado o desconocido: 1.1% (2001)

## Religión
Bulgaria es oficialmente un estado laico y la Constitución garantiza la libertad de culto, pero nombra a la Iglesia ortodoxa como una religión oficial. En el censo de 2001, un 82,6 % de los búlgaros se declaró cristiano ortodoxo; 12,2 % musulmán; 1,2 % de otras denominaciones cristianas; 4% de otras religiones (budismo, taoísmo, hinduismo y judaísmo) y 0% ateos. La mayoría de ciudadanos búlgaros tienen alguna asociación (al menos, nominalmente) con la iglesia ortodoxa búlgara. Fundada en 870, bajo el Patriarcado de Constantinopla (del que obtuvo su primer primado, clero y textos teológicos), la iglesia ortodoxa búlgara tiene un estatus autocéfalo desde 927. La iglesia se convirtió en subordinada del Patriarcado de Constantinopla dos veces durante los períodos de dominación bizantina (1018-1185) y otomana (1396-1878). Fue restablecida primero en 1870 bajo la forma del Exarcado Búlgaro y luego, en los años 1950, como el Patriarcado Búlgaro.
Ortodoxos 82.6%, Musulmanes 12.2%, Católicos 0.6%, Protestantes 0.5%, otros, Ateos y no declarado 4.1% requiere cita 

## Idiomas
Búlgaro, otras lenguas secundarias corresponden a los distintos grupos étnicos.

## Inmigración
Población por país de nacimiento:
|                                    | 2011      | 2013      | 2015      | 2019      |
| ---------------------------------- | --------- | --------- | --------- | --------- |
| Bulgaria                           | 7,290,666 | 7,188,273 | 7,077,389 | 6,951,482 |
| Total de nacidos en el extranjeros | 78,621    | 96,113    | 123,803   | 168,516   |
| Rusia                              | 18,725    | 19,533    | 24,416    | 31,679    |
| Turquía                            | 3,955     | 6,227     | 9,284     | 11,702    |
| Siria                              | 1,250     | 1,298     | 8,318     | 14,080    |
| Grecia                             | 4,928     | 7,377     | 7,166     | 8,563     |
| Ucrania                            | 5,877     | 6,084     | 7,039     | 10,115    |
| Alemania                           | 2,083     | 3,638     | 5,533     | 9,334     |
| Reino Unido                        | 3,042     | 5,066     | 6,738     | 9,992     |
| España                             | 1,558     | 4,065     | 5,240     | 7,098     |
| Rumania                            | 6,045     | 5,380     | 4,612     | 4,556     |
| Italia                             | 1,082     | 2,261     | 2,830     | 3,790     |
| Macedonia del Norte                | 2,426     | 2,384     | 2,742     | 3,595     |
| Estados Unidos                     | 1,180     | 2,023     | 2,431     | 3,153     |
| Moldavia                           | 1,893     | 1,996     | 2,363     | 2,990     |
| Serbia                             | 2,306     | 2,246     | 2,318     | 2,879     |
| Azerbaiyán                         | 2,152     | 1,871     | 1,886     | 2,103     |
| Francia                            | 562       | 1,255     | 1,781     | 2,614     |
| Polonia                            | 1,196     | 1,443     | 1,648     | 2,043     |
| Armenia                            | 1,472     | 1,422     | 1,565     | 1,840     |
| Kazajistán                         | 970       | 1,067     | 1,515     | 2,101     |
| Bélgica                            | 410       | 1,009     | 1,481     | 2,199     |
| China                              | 860       | 929       | 1,236     | 1,447     |
| República Checa                    | 924       | 1,028     | 1,186     | 1,514     |
| Austria                            |           |           |           | 1,512     |
| Albania                            | 1,134     | 1,078     | 1,130     | 1,348     |
| Países Bajos                       | 298       | 735       | 1,040     | 1,522     |
| Chipre                             | 244       | 679       | 1,008     | 1,372     |
| Desconocido                        | 144       | 166       | 1,006     |           |

Extranjeros según nacionalidad
|                     | 2011   | 2015   |
| ------------------- | ------ | ------ |
| Total               | 36,723 | 65,622 |
| Rusia               | 11,991 | 17,943 |
| Turquía             | 2,741  | 8,157  |
| Siria               | 729    | 7,508  |
| Ucrania             | 3,064  | 3,874  |
| Reino Unido         | 2,605  | 3,693  |
| Desconocido         |        | 2,538  |
| Grecia              | 1,253  | 2,094  |
| Sin estado          |        | 1,875  |
| Macedonia del Norte | 1,091  | 1,289  |
| Alemania            | 848    | 1,266  |
| Armenia             | 1,167  | 1,175  |
| China               | 749    | 1,147  |
| Moldavia            | 893    | 1,018  |
| Polonia             | 819    | 978    |
| Estados Unidos      |        | 876    |
| Italia              | 456    | 815    |
| Serbia              | 569    | 813    |
| Irak                | 706    | 806    |
| Kazajistán          |        | 712    |

## Nota
1. ↑  En las tasas de fertilidad, 2,1 y más es una población estable y se ha marcado en azul, 2 y menos conduce a un envejecimiento de la población y el resultado es que la población disminuye.